# Errore (baseball)

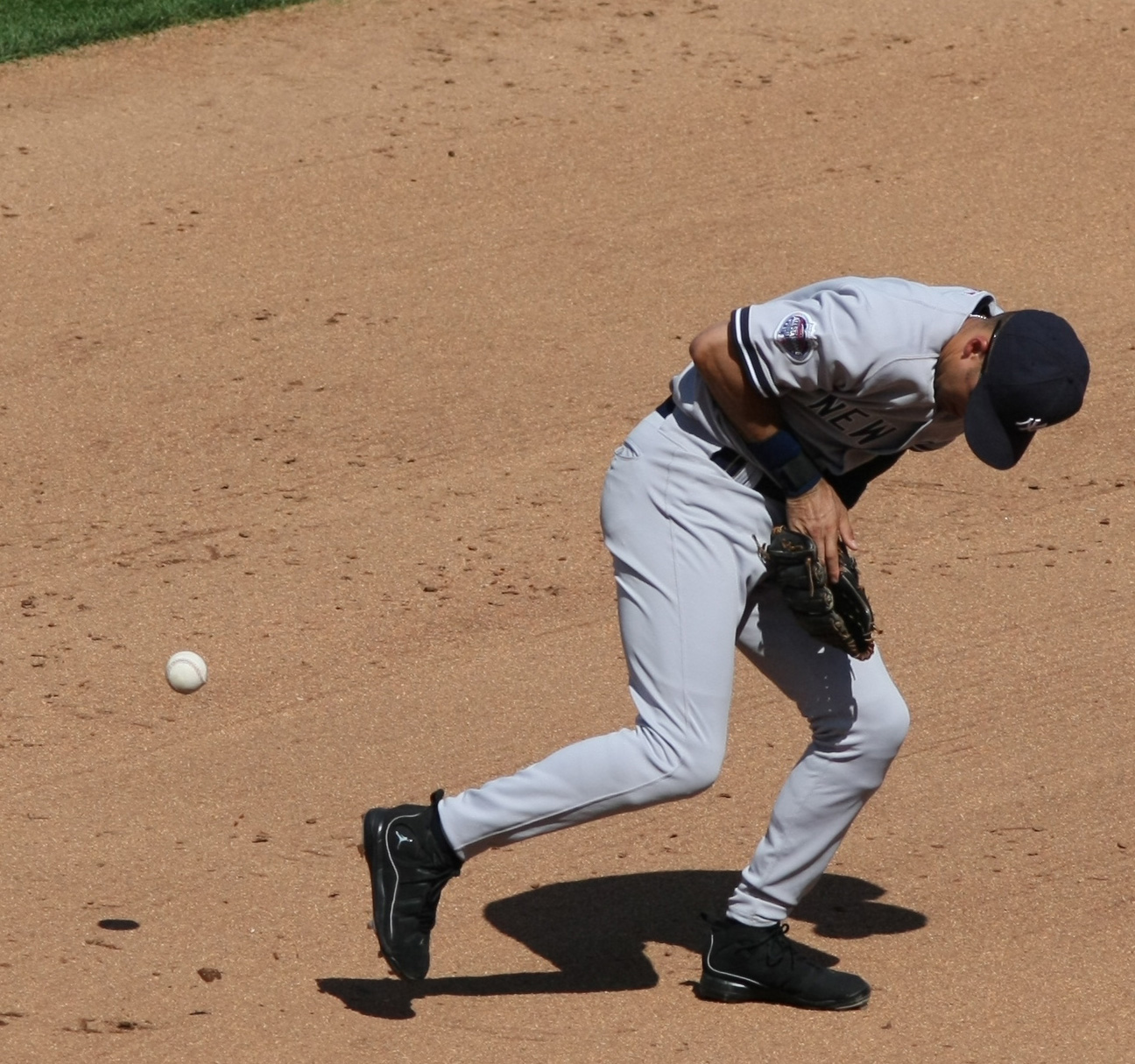
Derek Jeter, interno dei New York Yankees, compie un errore in interbase.

Nel baseball, un errore è un atto di un giocatore che, a giudizio del classificatore, sbaglia a giocare una palla in maniera da concedere ad un battitore o ad un corridore di raggiungere una o più basi, laddove una giocata normale, eseguita con sforzo ordinario, avrebbe impedito una tale realizzazione.
Nel gergo, il termine errore può riferirsi anche ad una serie di azioni di gioco, nel quale rientra l'errore commesso.
I casi in cui deve o non deve essere addebitato un errore, sono descritti nella sezione 10.12 del Regolamento Ufficiale del Baseball